# Pantjeny Sekhemrekhutawy
Pantjeny Skhemrekhutawy fou un dels faraons testimoniats de la dinastia d'Abidos, estudiat per Kim S.B. Ryholt. Els altres foren Wepwawemsaf Sekhemreneferkhaw i 
Snaaib Menkhawre que són els únics de la dinastia que tenen existència documentada per troballes arqueològiques.
El seu nesut biti (nom de tron) fou Sekhemrekhutawy i el seu Sa Ra (nom personal) Pantjeny.
Se li coneixen dos fills: Djehutja i Hotepnofru, però la resta del seu regnat és completament desconegut.